# Tigriopus minutus
Tigriopus minutus is een eenoogkreeftjessoort uit de familie van de Harpacticidae. De wetenschappelijke naam van de soort is voor het eerst geldig gepubliceerd in 1960 door Bozic.